# Césaro
Césaro o Caisaro (posiblemente muerto en 153 a. C.) fue un caudillo de los lusitanos que relevó a Púnico durante las primeras fases de las Guerras Lusitanas.

## Nombre
La etimología de su nombre es difusa, aunque hay cierta unanimidad en que es de origen púnico, lo que sugeriría un título ganado durante una posible carrera mercenaria en el sur de la península ibérica, como era tradición entre lusitanos y otras tribus. Podría provenir de ksr, la raíz del dios artesano cartaginés Kusor, o bien de kysr, el término púnico para designar al elefante africano (el mismo origen que el apellido romano César). No obstante, tampoco puede descartarse una etimología no púnica, sino céltica, más específicamente relacionada con gaesi ("valiente") o gaesum ("dardo de hierro").

## Biografía
Césaro aparece por primera vez en las fuentes cuando asume el mando de la coalición de lusitanos y vetones previamente liderada por el fallecido Púnico. La rapidez y aparente facilidad de esta sucesión ha hecho deducir a los autores que Césaro podría haber sido un segundo al mando de Púnico, así como que su ejército no era una simple agrupación de bandidos, sino un contingente bien organizado y disciplinado.
La primera batalla de Césaro tuvo lugar en 153 a. C. contra las fuerzas del pretor romano Lucio Mumio. Aunque los romanos dominaron inicialmente la batalla, obligando a los hispanos a retroceder y a abandonar parte de su botín, las legiones se fragmentaron en su intento de perseguirles. Césaro entonces aprovechó para revolverse contra ellos y destruirles. 9000 romanos murieron y Mumio se vio forzado a huir, con lo que los lusitanos incrementaron sus ganancias recuperadas y añadieron varios estandartes romanos, que Césaro hizo pasear por la península ibérica en son de mofa. Se cree que todo el curso de la batalla podría haber sido un ardid por parte de los hispanos, que posteriormente utilizarían en abundancia la misma fórmula de fingir una derrota para después emboscar a los perseguidores.
El segundo encuentro de las fuerzas acaudilladas por Césaro fue de nuevo contra Lucio Mumio, que había dejado pasar el tiempo mientras entrenaba a sus tropas y planeaba la próxima batalla. Esta vez los romanos fueron victoriosos, logrando incluso recuperar algunas de las enseñas. No se menciona a Césaro como parte de esta batalla, por lo que su destino final es desconocido. Sin embargo, el hecho de que no vuelva a ser mencionado en ninguna otra fuente -así como que Cauceno ocupe su lugar como máxima figura lusitana- lleva a pensar que podría haber muerto en combate.

## En la cultura popular
En la serie de televisión Hispania, la leyenda, Césaro aparece aparece como el líder del consejo de la aldea de Caura, hogar de Viriato. Lo interpreta Lluís Marco.[cita requerida]